# Migliori prestazioni europee nei 110 metri ostacoli
La lista delle migliori prestazioni europee nei 110 metri ostacoli, aggiornata periodicamente dalla World Athletics, raccoglie i migliori risultati di tutti i tempi degli atleti europei nella specialità dei 110 metri ostacoli.

## Maschili

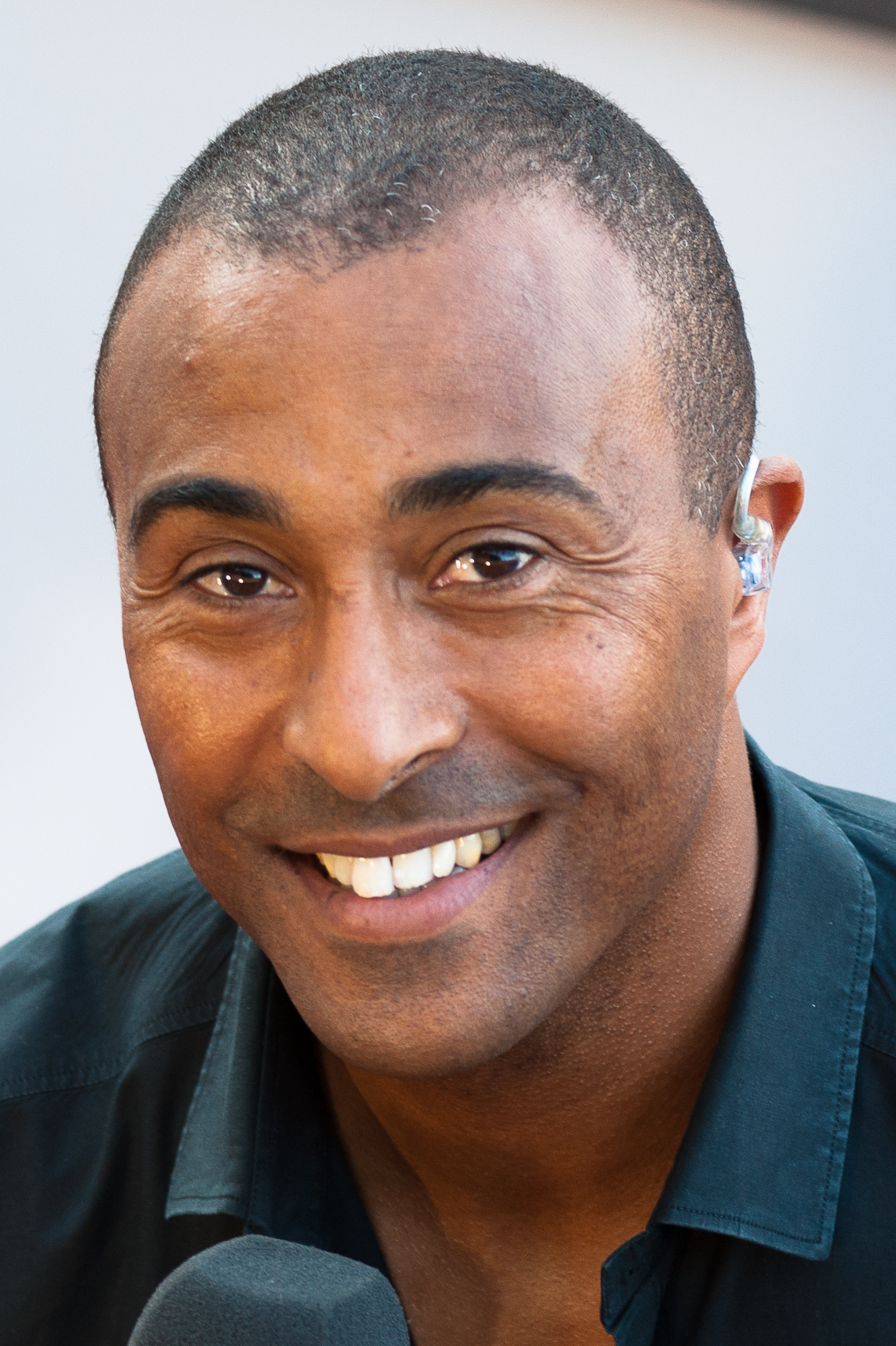
Colin Jackson, detentore del record europeo dei 110 m ostacoli

Statistiche aggiornate al 9 giugno 2023.
|    | Tempo            | Atleta                  | Luogo          | Data           |
| -- | ---------------- | ----------------------- | -------------- | -------------- |
| 1. | 12"91 (+0,5 m/s) | Colin Jackson           | Stoccarda      | 20 agosto 1993 |
| 2. | 12"92 (+0,6 m/s) | Sergej Šubenkov         | Székesfehérvár | 2 luglio 2018  |
| 3. | 12"95 (+0,2 m/s) | Pascal Martinot-Lagarde | Monaco         | 18 luglio 2014 |
| 4. | 12"97 (+1,0 m/s) | Ladji Doucouré          | Angers         | 15 luglio 2005 |
| 5. | 13"00 (+0,5 m/s) | Tony Jarrett            | Stoccarda      | 20 agosto 1993 |
| 6. | 13"04 (0,0 m/s)  | Orlando Ortega          | Monaco         | 15 luglio 2016 |
| 7. | 13"05 (-0,8 m/s) | Lorenzo Simonelli       | Roma           | 8 giugno 2024  |
| 8. | 13"0 (0,0 m/s)   | Staņislavs Olijars      | Losanna        | 1º luglio 2003 |
| 9. | 13"09 (+0,6 m/s) | Garfield Darien         | Ostrava        | 28 giugno 2017 |
| 9. | 13"09 (-0,5 m/s) | Just Kwaou-Mathey       | Parigi         | 9 giugno 2023  |